# 2α-マンノビオース
2α-マンノビオース(2α-Mannobiose)は、二糖である。2分子のマンノースが縮合反応により、α(1→2)グリコシド結合を形成することで形成される。